# عبد القادر رابحي
عبد القادر رابحي شاعر وأكاديمي من الجزائر. من مواليد 28 أكتوبر1959 بمدينة تيارت. زاول تعليمه الابتدائي والمتوسط والثانوي بتيارت. وزاول تعليمه الجامعي في وهران لنيل شهادة الليسانس من جامعة وهران. نال شهادة الدراسات المعمقة من جامعة ستراسبورغ بفرنسا، وشهادة الماجستير من جامعة وهران وشهادة الدكتوراه من جامعة مستغانم.

## أعماله

### دواوين الشعر
نشر العديد من القصائد في الجرائد والمجلات الوطنية والعربية. كما نشر الدواوين التالية:
1- الصعود إلى قمة الونشريس، دار الغرب للنشر والتوزيع، وهران، 2004.
2- حنين السنبلة، منشورات الاختلاف، الجزائر، 2004.
3- على حساب الوقت. دار الغرب بوهران، 2006.
4- السفينة والجدار. منشورات ليجوند. الجزائر. 2009.
5- حالات الاستثناء القصوى. منشورات ليجوند. الجزائر.2010.
6- فيزباء. منشورات ليجوند.الجزائر. 2010.
7- أرى شجرا يسير. منشورات ليجوند.الجزائر. 2011.
8- مثلما كنت صبيّا. منشورات اتحاد الكتاب العرب. دمشق.2011.
9- مقصّات الأنهار. منشورات الوطن اليوم. العلمة. الجزائر.2016.
10- تماما كما عرفتُه. منشورات ميم. الجزائر. 2019.
11- رجل التبن يحرس الحقول الصفراء. منشورات ضمّة. الجزائر. 2020.
12- أجنحةٌ لتمثال السيّاب. منشورات بيت الشعر الجزائري. الجزائر. 2022.
13- المتفرّجون. منشورات ضمّة. الجزائر. 2022.

### الدراسات
صدر له في مجال الدراسات النقدية:
النص والتقعيد، دراسة في البنية الشكلية للشعر الجزائري المعاصر في جزأين:
1- إيديولوجية النص الشعري. دار الغرب للنشر والتوزيع. وهران. 2003.
2- إسنادية النص الشعري. دار الغرب للنشر والتوزيع. وهران. 2003.
3- المقولة والعراف. دراسات في الشعر الجزائري المعاصر. دار القدس العربي. وهران. 2016.
4- إيديولوجية الرواية والكسر التاريخي. مقاربة سجالية للروائي متقنعا ببطله. منشورات الوطن اليوم. العلمة. الجزائر. 2016.
5- عن الهوية والتاريخ والحداثة. دار الوطن اليوم. العلمة. الجزائر.2018.
6- شعرية التحولات. مقالات في القصيدة الجزائرية الجديدة. دار الوطن اليوم. العلمة. الجزائر.2019.
7- في التأثيث لفراغ القصيدة، مقاربات في التشكيل الشعري. دار الوطن اليوم. العلمة. الجزائر.2019.
8- ديوان تيهرت المفقود. مقاربات في الأدب و الحرية. دار خيال للنشر و التوزيع. برج بوعريريج. الجزائر.2020.
9- راهن الشعرية المغاربية، تعدد الحقول وازدواجية السياقات. دار الوطن اليومز العلمة- الجزائر.2023.
10- تحولات الشعرية الجزائرية المعاصرة- النص، الشكل، السياق. دار أجيال الرقمي. الجزائر. 2024.
كما وقد نشر العديد من الدراسات النقدية في مجلات وطنية ودولية محكمة. وله العديد من المشاركات في كتب جماعية. وقد أنجزت عن أعماله الشعرية العديد من الدراسات ومذكرات التخرج والرسائل الجامعية وشارك في العديد من الملتقيات الوطنية والدولية.
الكتب الجماعية
1-المناهج النقدية في الجزائر. أعمال الملتقى الأول للنقد الأدبي. إشراف وإعداد وتقديم. منشورات معهد الآداب واللغات. المركز الجامعي بسعيدة. الجزائر. 1999.
2- الأدبي والإيديولوجي في رواية التسعينيات. روايات الطاهر وطار و واسيني لعرج أنموذجا. أعمال الملتقى الخامس للنقد الأدبي في الجزائر. إشراف وإعداد و تقديم   ومشاركة. إيديولوجية الرواية و الكسر التاريخي. منشورات معهد الآداب واللغات. المركز الجامعي بسعيدة. الجزائر. 2008.
3- مثقفون كتبوا الثورة.  منحد الشريف ساحلي، بين تحرير الجغرافيا واستعمار التاريخ- كتاب جماعي - المؤسسة الوطنية للنشر والإشهار. الجزائر. 2014.
4- النقد العربي القديم في ضوء المناهج النقدية المعاصرة. تصورات الجمحي و عَروض سوزان برنار- قي التأثيث لفراغ القصيدة. كتاب جماعي. مطبوعات المركز الجامعي أحمد بن يحيى الونشريسي- تيسمسيلت.2015.